# Nuthin’ But a “G” Thang
«Nuthin’ But a „G“ Thang» — хит американского рэпера Dr. Dre из его дебютного альбома The Chronic (1992). Первый сингл с The Chronic; записан совместно со Snoop Dogg. «Nuthin’ But a „G“ Thang» дебютировал на 8-й строчке Billboard Hot 100, превзойдя остальные синглы с The Chronic, «Fuck wit Dre Day (And Everybody’s Celebratin’)» (8-е место), и «Let Me Ride» (34-е место). Также сингл занял 1-е место в Billboard Hot R&B/Hip-Hop Singles & Tracks. Он стал хитом в Великобритании, где занял 31-е место. Зал славы рок-н-ролла занёс песню в список 500 песен, которые сформировали рок-н-ролл.
В качестве семпла взята песня Леона Хейвуна «I Want’a Do Something Freaky to You».

## Информация
- Клип к песне показывали по MTV в 1993 году. На MTV клип был сильно сокращён, полнометражные версии видео существует с неразрезанными кадрами (например, сцены с наркотиками или сцена, где парень срывает с девушки бикини).
- Видео было поставлено на 5-е место на BET’s Top 100 Видео XX века.
- В 1999 году видео было поставлено на 32-е место в списке величайших видео на канале MTV.
- 2001 VH1: 100 Greatest Видео: номер восемьдесят.
- 2003 VH1: 100 лучших песен за последние 25 лет: тридцать первое место.
- 2007 VH1: 100 лучших песни 90-х годов: 13-е место.
- 2008 VH1: 100 лучших хип-хоп песен всех времен: 3.
- № 14 в Top 100 лучших песен в жанре Rap.

## Интересные факты
- Вошла в саундтрек популярной компьютерной игры от Rockstar Games — Grand Theft Auto: San Andreas, играла в клубах и на радиостанции «Radio Los Santos».
- В фильме 2004 года «Трое в каноэ» один из героев во время вождения автомобиля напевает эту песню.
- Эта песня была использована в качестве песни во время выхода Дрю Макфедриса на UFC 98.
- Это песня была отобрана для Джастина Тимберлейка и Джимми Фэллон на Late Night With Jimmy Fallon.

## Чарты
| год  | чарт                               | Позиция |
| ---- | ---------------------------------- | ------- |
| 1993 | U.S. Billboard Hot 100             | 2       |
| 1993 | Hot Rap Singles                    | 1       |
| 1993 | Hot R&B Singles & Tracks           | 1       |
| 1993 | Rhythmic Top 40                    | 2       |
| 1993 | Hot Dance Music/Club Play          | 22      |
| 1993 | Hot Dance Music/Maxi-Singles Sales | 3       |
| 1994 | UK Top 75 Singles                  | 31      |
| 2006 | Hot Ringtones                      | 26      |
| 2007 | 40 Songs That Changed the World    | 38      |

| Годовой чарт (1993)    | Позиция |
| ---------------------- | ------- |
| U.S. Billboard Hot 100 | 11      |